# 視角

相機的視角可以水平、垂直或對角線計算。

在攝影學中，視角（英語：angle of view）是在一般環境中，相機可以接收影像的角度範圍。視角也可以稱為視野。
需要注意的是，視角與成像範圍（angle of coverage）不同。後者是鏡頭可以擷取影像角度。一般來說鏡頭的成像圈（image circle）大小足以完全覆蓋底片或感光元件（邊緣有時會有暗角）。如果鏡頭的成像範圍不覆蓋整個感光元件，則成像圈會出現，一般會帶來嚴重的邊緣暗角。在這個狀態下，視角會被成像範圍所限制。

## 計算相機的視角
對於直線投射（無空間扭曲）遙遠物體影像的鏡頭，其有效焦距與影像格式尺寸足以定義其視角。
至於投射非直線影像的鏡頭，計算方法複雜許多，在大部分的實際應用上並不是特別有用。（在諸如魚眼鏡頭的透鏡扭曲的情況下，比起扭曲度較低的短鏡頭，有扭曲的長鏡頭可以有較寬的視角）視角可以水平（從影像的左端至右端）、垂直（從影像頂端至底端）或斜角（從影像一角至對角）計算。
對於直線投射影像的鏡頭，視角（α）可以從選擇長度（d）和有效焦距（f）計算出來。算式如下：
{\displaystyle \alpha =2\arctan {\frac {d}{2f}}}
{\displaystyle d}代表底片（或感光元件）在一個方向計算得出的大小。例如，對於36mm寬的底片，{\displaystyle d=36} mm 可以用來取得水平視角。
由於以上方程式運用三角函數，視角不會與焦距呈線性關係。然而，除了寬角度鏡頭外，{\displaystyle \alpha }可以估算為{\displaystyle {\frac {d}{f}}} 弧度或{\displaystyle {\frac {180d}{\pi f}}}度。
有效焦距幾乎等於鏡頭的上述焦距(F)，一個例外是在微距攝影中，鏡頭至拍攝物的距離與焦距接近。在這種情況下，放大倍率（m）必須考慮：
{\displaystyle f=F\cdot (1+m)}
（在攝影學中{\displaystyle m}通常定義為正值，儘管影像被顛倒。）舉例來說，如果放大倍率為1:2，{\displaystyle f=1.5\cdot F}。因此，跟用鏡頭對準遠處物件相比，該鏡頭的視角減少了33%。
微距攝影的另一個效果是鏡頭不對稱，是指镜头光圈從前后看上去大小不一的情况。鏡頭不對稱会讓节面（nodal plane）和瞳孔位置之間出現偏差。這個效果可以用可視出瞳直徑和入瞳直徑的比例（P）表達。因此，視角的完整算式會變成：
{\displaystyle \alpha =2\arctan {\frac {d}{2F\cdot (1+m/P)}}}
视角也可以用视野表（FOV tables）、纸张或镜头计算软件算出。

### 示例
假設有一个50mm相机，安装了一个焦距为F = 50 mm的镜头。35mm影像的尺寸為24mm（垂直）× 36mm（水平），对角线長度约为43.3mm。
无限远对焦时，如果f = F，视角为：
- 水平方向，{\displaystyle \alpha _{h}=2\arctan {\frac {h}{2f}}=2\arctan {\frac {36}{2\times 50}}\approx 39.6^{\circ }}
- 垂直方向，{\displaystyle \alpha _{v}=2\arctan {\frac {v}{2f}}=2\arctan {\frac {24}{2\times 50}}\approx 27.0^{\circ }}
- 对角线方向，{\displaystyle \alpha _{d}=2\arctan {\frac {d}{2f}}=2\arctan {\frac {43.3}{2\times 50}}\approx 46.8^{\circ }}